# Campeonato regional de fútbol de Fogo 2015-16
El campeonato regional de Fogo 2015-16 es el campeonato que se juega en la isla de Fogo. Empezó el 7 de noviembre de 2015 y terminó el 24 de abril de 2016. El torneo lo organiza la federación de fútbol de Fogo.
Spartak D'Aguadinha es el equipo defensor del título. De segunda división ascendió el Juventude y perdió la categoría el Parque Real. Un total de 10 equipos participan en la competición, se juegan 18 jornadas a ida y vuelta. Los partidos de los equipos de São Filipe juegan en el estadio 5 de Julho y los de Mosteiros en el estadio Francisco José Rodrigues, los equipos de Santa Catarina do Fogo jugarán en São Filipe, al no disponer de un estadio que cumpla con los requisitos para poder disputar partidos de fútbol. El ganador participa el campeonato caboverdiano de fútbol 2016, el que termina en última posición desciende a segunda división y el que termina noveno disputa una promoción con el segundo clasificado de la división inferior. La segunda división está compuesta por ocho equipos que se dividen en dos grupos.
El sorteo del calendario se realizó el día 10 de octubre en la ciudad de São Filipe, donde quedó determinado el orden, fecha y hora de los enfrentamientos de los partidos.

## Equipos participantes
| Equipo                | Localidad              | Estadio                          |
| --------------------- | ---------------------- | -------------------------------- |
| Académica do Fogo     | São Filipe             | Estadio 5 de Julho               |
| Baxada                | Santa Catarina do Fogo | Estadio 5 de Julho               |
| Botafogo FC           | São Filipe             | Estadio 5 de Julho               |
| Cutelinho FC          | Mosteiros              | Estadio Francisco José Rodrigues |
| Juventude             | São Filipe             | Estadio 5 de Julho               |
| Nô Pintcha            | Mosteiros              | Estadio Francisco José Rodrigues |
| Spartak D'Aguadinha   | São Filipe             | Estadio 5 de Julho               |
| União de São Lourenço | São Filipe             | Estadio 5 de Julho               |
| Valência              | São Filipe             | Estadio 5 de Julho               |
| Vulcânicos            | São Filipe             | Estadio 5 de Julho               |

## Tabla de posiciones
Actualizado a 24 de abril de 2016
|    | Equipo                    | PJ | PG | PE | PP | GF | GC | DG  | PTS |
| -- | ------------------------- | -- | -- | -- | -- | -- | -- | --- | --- |
| 1  | Vulcânicos (C)            | 18 | 13 | 5  | 0  | 55 | 14 | +41 | 44  |
| 2  | Académica do Fogo         | 18 | 13 | 4  | 1  | 57 | 14 | +43 | 43  |
| 3  | Spartak D'Aguadinha       | 18 | 11 | 3  | 4  | 30 | 17 | +13 | 36  |
| 4  | Valência                  | 18 | 8  | 3  | 7  | 29 | 31 | -2  | 27  |
| 5  | Cutelinho FC              | 18 | 8  | 2  | 8  | 52 | 39 | +13 | 26  |
| 6  | Nô Pintcha                | 18 | 7  | 1  | 10 | 26 | 32 | -6  | 22  |
| 7  | Botafogo FC               | 18 | 6  | 3  | 9  | 36 | 37 | -1  | 21  |
| 8  | Baxada                    | 18 | 6  | 0  | 12 | 38 | 54 | -16 | 18  |
| 9  | Juventude (P)             | 18 | 3  | 2  | 13 | 23 | 58 | -35 | 11  |
| 10 | União de São Lourenço (D) | 18 | 3  | 1  | 14 | 24 | 74 | -50 | 10  |

|  | Clasificado para el campeonato caboverdiano de fútbol 2016. |
|  | Promoción de descenso a segunda división de Fogo.           |
|  | Descendido a segunda división de Fogo.                      |

(C) Campeón
(P) Juega la promoción
(D) Descendido

## Resultados
| Juventude          | 0 - 8 | Cutelinho | 7 de noviembre |
| Baxada             | 2 - 1 | Spartak   | 7 de noviembre |
| Nô Pintcha         | 1 - 2 | Valência  | 7 de noviembre |
| União São Lourenço | 2 - 3 | Botafogo  | 8 de noviembre |
| Académica Fogo     | 1 - 1 | Vulcânico | 8 de noviembre |

| Botafogo       | 0 - 1 | Nô Pintcha         | 14 de noviembre |
| Académica Fogo | 1 - 0 | Juventude          | 14 de noviembre |
| Cutelinho      | 5 - 3 | União São Lourenço | 14 de noviembre |
| Spartak        | 1 - 1 | Vulcânico          | 15 de noviembre |
| Valência       | 2 - 0 | Baxada             | 15 de noviembre |

| Baxada             | 1 - 3 | Académica Fogo | 21 de noviembre |
| União São Lourenço | 0 - 1 | Valência       | 21 de noviembre |
| Nô Pintcha         | 0 - 1 | Vulcânico      | 21 de noviembre |
| Spartak            | 1 - 0 | Cutelinho      | 22 de noviembre |
| Botafogo           | 1 - 0 | Juventude      | 22 de noviembre |

| Juventude      | 1 - 4 | Spartak            | 28 de noviembre |
| Valência       | 2 - 3 | Botafogo           | 28 de noviembre |
| Cutelinho      | 2 - 1 | Baxada             | 28 de noviembre |
| Vulcânico      | 4 - 0 | União São Lourenço | 29 de noviembre |
| Académica Fogo | 2 - 1 | Nô Pintcha         | 29 de noviembre |

| Botafogo   | 1 - 1 | Académica Fogo     | 5 de diciembre |
| Spartak    | 1 - 2 | União São Lourenço | 5 de diciembre |
| Nô Pintcha | 0 - 0 | Juventude          | 5 de diciembre |
| Valência   | 1 - 1 | Cutelinho          | 6 de diciembre |
| Vulcânico  | 4 - 1 | Baxada             | 6 de diciembre |

| União São Lourenço | 1 - 6 | Baxada    | 12 de diciembre |
| Académica Fogo     | 3 - 0 | Valência  | 12 de diciembre |
| Nô Pintcha         | 2 - 4 | Cutelinho | 12 de diciembre |
| Spartak            | 2 - 1 | Botafogo  | 13 de diciembre |
| Juventude          | 0 - 2 | Vulcânico | 13 de diciembre |

| Juventude      | 2 - 3 | Valência           | 19 de diciembre |
| Vulcânico      | 3 - 0 | Cutelinho          | 19 de diciembre |
| Nô Pintcha     | 1 - 2 | Spartak            | 19 de diciembre |
| Académica Fogo | 8 - 0 | União São Lourenço | 20 de diciembre |
| Botafogo       | 2 - 3 | Baxada             | 20 de diciembre |

| Vulcânico          | 3 - 2 | Botafogo       | 9 de enero  |
| União São Lourenço | 3 - 2 | Juventude      | 9 de enero  |
| Cutelinho          | 2 - 3 | Académica Fogo | 9 de enero  |
| Baxada             | 3 - 2 | Nô Pintcha     | 10 de enero |
| Valência           | 1 - 2 | Spartak        | 10 de enero |

| Vulcânico          | 3 - 0 | Valência   | 23 de enero |
| Baxada             | 0 - 3 | Juventude  | 23 de enero |
| Cutelinho          | 1 - 1 | Botafogo   | 23 de enero |
| União São Lourenço | 0 - 2 | Nô Pintcha | 24 de enero |
| Académica Fogo     | 1 - 1 | Spartak    | 24 de enero |

| Cutelinho | 10 - 3 | Juventude          | 30 de enero |
| Spartak   | 1 - 0  | Baxada             | 30 de enero |
| Valência  | 3 - 1  | Nô Pintcha         | 30 de enero |
| Botafogo  | 3 - 3  | União São Lourenço | 31 de enero |
| Vulcânico | 1 - 1  | Académica Fogo     | 31 de enero |

| Nô Pintcha         | 2 -1  | Botafogo       | 6 de febrero |
| Juventude          | 1 - 4 | Académica Fogo | 6 de febrero |
| União São Lourenço | 0 - 5 | Cutelinho      | 6 de febrero |
| Vulcânico          | 1 - 1 | Spartak        | 7 de febrero |
| Baxada             | 2 - 3 | Valência       | 7 de febrero |

| Académica Fogo | 3 -2  | Baxada             | 20 de febrero |
| Valência       | 5 - 4 | União São Lourenço | 20 de febrero |
| Vulcânico      | 4 - 1 | Nô Pintcha         | 21 de febrero |
| Cutelinho      | 0 - 1 | Spartak            | 20 de febrero |
| Juventude      | 1 - 4 | Botafogo           | 21 de febrero |

| Spartak            | 3 - 1 | Juventude      | 27 de febrero |
| Botafogo           | 3 - 1 | Valência       | 27 de febrero |
| Nô Pintcha         | 0 - 4 | Académica Fogo | 27 de febrero |
| Baxada             | 3 - 6 | Cutelinho      | 28 de febrero |
| União São Lourenço | 1 - 7 | Vulcânico      | 28 de febrero |

| Académica Fogo     | 2 - 0 | Botafogo   | 5 de marzo |
| União São Lourenço | 0 - 4 | Spartak    | 5 de marzo |
| Cutelinho          | 4 - 3 | Valência   | 5 de marzo |
| Juventude          | 2 - 1 | Nô Pintcha | 6 de marzo |
| Baxada             | 4 - 8 | Vulcânico  | 6 de marzo |

| Baxada    | 2 - 0 | União São Lourenço | 12 de marzo |
| Valência  | 1 - 0 | Académica Fogo     | 12 de marzo |
| Cutelinho | 1 - 2 | Nô Pintcha         | 12 de marzo |
| Botafogo  | 2 - 4 | Spartak            | 13 de marzo |
| Vulcânico | 9 - 1 | Juventude          | 13 de marzo |

| Valência           | 1 - 1  | Juventude      | 2 de abril |
| Cutelinho          | 0 - 1  | Vulcânico      | 2 de abril |
| Spartak            | 0 - 1  | Nô Pintcha     | 2 de abril |
| União São Lourenço | 1 - 12 | Académica Fogo | 3 de abril |
| Baxada             | 5 - 4  | Botafogo       | 3 de abril |

| Botafogo       | 0 - 2 | Vulcânico          | 16 de abril |
| Juventude      | 0 - 2 | União São Lourenço | 16 de abril |
| Nô Pintcha     | 4 - 1 | Baxada             | 16 de abril |
| Académica Fogo | 6 - 1 | Cutelinho          | 17 de abril |
| Spartak        | 1 - 0 | Valência           | 17 de abril |

| Valência   | 0 - 0 | Vulcânico          | 23 de abril |
| Juventude  | 5 - 2 | Baxada             | 23 de abril |
| Nô Pintcha | 4 - 2 | União São Lourenço | 23 de abril |
| Botafogo   | 5 - 2 | Cutelinho          | 24 de abril |
| Spartak    | 0 - 2 | Académica Fogo     | 24 de abril |

| Juventude                                                                           | 2 - 1 | Atlético  | 29 de mayo |
| Atlético                                                                            | 2 - 1 | Juventude | 5 de junio |
| Juventude permanece en la categoría al ganar la promoción en los penalties por 4-2. |       |           |            |

### Evolución de las posiciones
| Equipo / Jornada | 01 | 02 | 03 | 04 | 05 | 06 | 07 | 08 | 09 | 10 | 11 | 12 | 13 | 14 | 15 | 16 | 17 | 18 |
| ---------------- | -- | -- | -- | -- | -- | -- | -- | -- | -- | -- | -- | -- | -- | -- | -- | -- | -- | -- |
| Académica        | 6  | 3  | 2  | 1  | 2  | 2  | 1  | 1  | 2  | 2  | 1  | 1  | 2  | 2  | 2  | 2  | 2  | 2  |
| Baxada           | 4  | 6  | 8  | 8  | 9  | 7  | 7  | 6  | 6  | 7  | 7  | 7  | 7  | 7  | 7  | 7  | 8  | 8  |
| Botafogo FC      | 2  | 4  | 4  | 4  | 5  | 5  | 6  | 7  | 7  | 6  | 6  | 6  | 6  | 6  | 6  | 6  | 7  | 7  |
| Cutelinho FC     | 1  | 1  | 3  | 2  | 3  | 3  | 3  | 4  | 4  | 4  | 4  | 5  | 4  | 4  | 4  | 4  | 4  | 5  |
| Juventude        | 10 | 10 | 10 | 10 | 10 | 10 | 10 | 10 | 10 | 10 | 10 | 10 | 10 | 9  | 9  | 9  | 10 | 9  |
| Nô Pintcha       | 9  | 5  | 7  | 7  | 7  | 8  | 8  | 9  | 8  | 8  | 8  | 8  | 8  | 8  | 8  | 8  | 6  | 6  |
| Spartak          | 8  | 8  | 6  | 6  | 6  | 4  | 4  | 3  | 3  | 3  | 3  | 3  | 3  | 3  | 3  | 3  | 3  | 3  |
| São Lourenço     | 7  | 9  | 9  | 9  | 8  | 9  | 9  | 8  | 9  | 9  | 9  | 9  | 9  | 10 | 10 | 10 | 9  | 10 |
| Valência         | 3  | 2  | 1  | 3  | 4  | 6  | 5  | 5  | 5  | 5  | 5  | 4  | 5  | 5  | 5  | 5  | 5  | 4  |
| Vulcânicos       | 5  | 7  | 5  | 5  | 1  | 1  | 2  | 2  | 1  | 1  | 2  | 2  | 1  | 1  | 1  | 1  | 1  | 1  |

| Campeón Vulcânicos 9.o título |

## Estadísticas
- Mayor goleada: São Lourenço 1 - 12 Académica Fogo (3 de abril)
- Partido con más goles:

Cutelinho 10 - 3 Juventude (30 de enero)
São Lourenço 1 - 12 Académica Fogo (3 de abril)
- Mejor racha ganadora: Vulcanicos; 7 jornadas (jornada 3 a 9)
- Mejor racha invicta: Vulcanicos; 18 jornadas (jornada 1 a 18)
- Mejor racha marcando: Vulcanicos; 17 jornadas (jornada 1 a 17)
- Mejores racha imbatida: Vulcanicos; 3 jornadas (jornada 16 a 18)